# Sittwe
Sittwe (Birmano: စစ္‌တ္ဝေမ္ရုိ့; MLCTS: sac twe mrui conosciuta precedentemente come Akyab) è il capoluogo dello Stato Rakhine, suddivisione amministrativa della Birmania (Myanmar). Ha 147.899 abitanti secondo il censimento del 2014.
Sittwe è situata su un'isola alla confluenza dei fiumi Kaladan, Mayu e Lemyo.
Originalmente un piccolo villaggio di pescatori, Sittwe diventò un importante centro di commercio fluviale, specialmente come porto per le esportazioni di riso dopo l'occupazione britannica dell'Arakan, dopo la prima guerra anglo-birmana. Nel 1826 divenne capitale dell'Arakan e la sua popolazione passò dai 15.536 del 1826, ai 31.687 del 1901. Durante l'occupazione coloniale aveva una cattiva reputazione per le continue epidemie di malaria e colera.